# Rivolet
Rivolet este o comună în departamentul Rhône din sud-estul Franței. În 2009 avea o populație de 551 de locuitori.

## Evoluția populației
| An        | 1975 | 1982 | 1990 | 1999 | 2006 | 2009 |
| --------- | ---- | ---- | ---- | ---- | ---- | ---- |
| Populație | 342  | 327  | 369  | 488  | 528  | 551  |